# Balatonfüred
Balatonfüred er en by i det vestlige Ungarn med 12.925(2024) indbyggere. Byen ligger i provinsen Veszprém, på den nordlige bred af Balatonsøen.